# Naturpark Bergisches Land

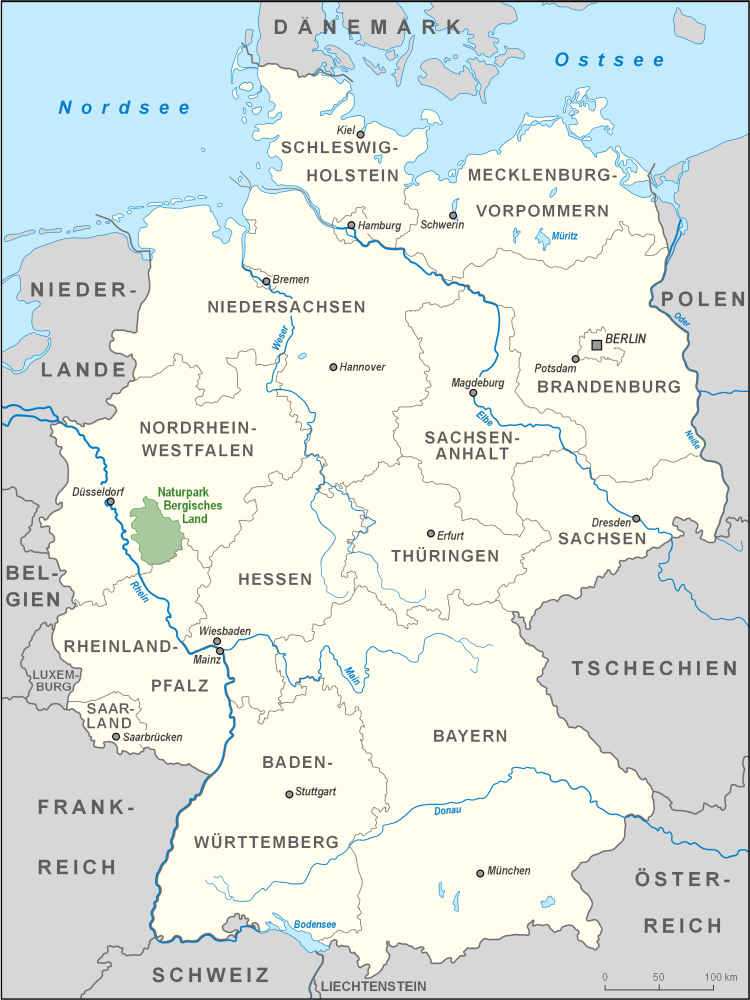
Lage des Naturparkes in Deutschland

Der Naturpark Bergisches Land ist ein Naturpark in Nordrhein-Westfalen im Bergischen Land mit einer Größe von 2.027 km². Der Naturpark wurde 1973 gegründet und ist der drittgrößte Naturpark in Nordrhein-Westfalen.

## Geographie
Der Naturpark ist umgeben von den Ausläufern des Sauerlandes im Osten, dem Westerwald im Süden (dessen Nordrand am linken Siegufer mit einbezogen ist), der Köln-Siegburger Bucht im Westen und den bergischen Städten Wuppertal, Remscheid und Solingen im Norden.
Als nördlicher Teil des Rheinischen Schiefergebirges ist das Gebiet des Naturparkes eine typische Mittelgebirgslandschaft. Es steigt von Westen nach Osten von etwa 60 m (über NN) auf Höhen über 500 m an.
2006 wurde er erweitert und umfasst nun auch den Wuppertaler Stadtteil Cronenberg und weitere Teile des Wuppertaler Südens bis zur Wupper sowie einige Stadtteile aus Solingen und Remscheid und die kreisangehörige Stadt Leichlingen (Rheinland). Der Naturpark Bergisches Land ist damit gewachsen, genau genommen hat er seinen Umfang um 145 km² an der Nordgrenze erweitert und umfasst nunmehr eine Fläche von insgesamt 2.061 km².
Der Naturpark Bergisches Land hat mit den neuen Flächen seine Bedeutung für den nachhaltigen, naturnahen und Landschaft schonenden Tages- und Kurzurlaub weiter gesteigert.

## Träger
Das Erholungsgebiet Naturpark Bergisches Land soll die Landschaft im Bergischen Land als Einheit darstellen. Aus diesem Grund wurde der Zweckverband Naturpark Bergisches Land mit Sitz in Gummersbach gegründet. Dieser Verband betrachtet den Menschen als Teil der Landschaft und Kultur und beschränkt sich so nicht nur auf den Umweltschutz alleine. Da das Bergische Land im Einzugsgebiet der Rheinschiene (Köln / Düsseldorf) liegt und potentiell 11 Millionen Menschen dieses als Erholungsgebiet nutzen, ist es Ziel, einen verträglichen Tourismus zu gewährleisten.
Vier Institutionen und Gruppen haben sich aus diesem Grund zu einem Zweckverband zusammengeschlossen:
- Landschaftsverband Rheinland
- Naturschutzverbände
- Wander- und Freizeitvereine
- Touristikverbände (u. a. der Touristikverband Oberbergisches Land in Gummersbach)

Folgende Themenkomplexe sind Gegenstand der Arbeit:
- Die frühen Spuren der Industrialisierung (Mühlen etc.)
- Die Grafen von Berg
- Rad- und Wanderwege, Reiterhöfe (Stichwort: sanfter Tourismus)
- Wasserstraßentourismus (Boote)
- Skisport (Loipen)
- Kulturveranstaltungen